# Levijatan (Hobbes)
Levijatan je političko - filozofski spis engleskog materijalista Thomasa Hobbsa, objavljen 1651. godine. Riječ levijatan je hebrejskog podrijetla i znači morska neman, veliki brod ili snažan čovjek.
Kod Hobbsa levijatan je suverena državna vlast (za njega najbolja u formi apsolutne monarhije), koja je potrebna da bi se ljudi prisilili na vršenje svojih obveza. Zato oni sklapaju ugovore o tome da "svoju moć i snagu prenesu na jednog čovjeka ili na skup ljudi", i tako obrazuju državnu zajednicu. Inače, ljudi bi se vratili u prirodno stanje u kome je čovjek čovjeku vuk, a iz koga su izašli prešutnim društvenim ugovorom na osnovu razumnog pravila da ne čine jedan drugom ništa što ne bi željeli da i drugi njima čine.
Hobbes reagira na iskustvo građanskog rata u kojem svatko misli da ima dobru savjest i uvjeren da ima moralno pravo, dok protivnika smatra zločincem, a upravo to rat čini tako krvavim. Ta rasprava ostala je aktualna do danas.